# Campeonato Europeo de Biatlón de 1999
El VI Campeonato Europeo de Biatlón se celebró en la localidad de Izhevsk (Rusia) entre el 1 y el 7 de febrero de 1999 bajo la organización de la Unión Internacional de Biatlón (IBU).

## Resultados

### Masculino
| Evento             | Oro                                                                         | Plata                                                                         | Bronce                                                                                 |
| ------------------ | --------------------------------------------------------------------------- | ----------------------------------------------------------------------------- | -------------------------------------------------------------------------------------- |
| 10 km velocidad    | Alexander Wolf · Alemania ·                                                 | Roman Dostál · República Checa ·                                              | Rustam Valiulin · Bielorrusia ·                                                        |
| 20 km individual   | Serguei Konovalov · Rusia ·                                                 | Ulf Karkoschka · Alemania ·                                                   | Terje Aune · Noruega ·                                                                 |
| Relevos 4 × 7,5 km | Alemania · Ulf Karkoschka · Michael Greis · Stefan Hodde · Alexander Wolf · | Rusia · Alexei Kobelev · Serguei Konovalov · Eduard Riabov · Pavel Muslimov · | Bielorrusia · Alexandr Syman · Serguei Novikov · Rustam Valiulin · Aliaxei Morshakin · |

### Femenino
| Evento             | Oro                                                                                | Plata                                                                        | Bronce                                                                      |
| ------------------ | ---------------------------------------------------------------------------------- | ---------------------------------------------------------------------------- | --------------------------------------------------------------------------- |
| 7,5 km velocidad   | Natalia Sokolova · Rusia ·                                                         | Liudmila Lysenko · Bielorrusia ·                                             | Oxana Jvostenko · Ucrania ·                                                 |
| 15 km individual   | Kathi Schwaab · Alemania ·                                                         | Natalia Sokolova · Rusia ·                                                   | Liudmila Lysenko · Bielorrusia ·                                            |
| Relevos 4 × 7,5 km | Rusia · Svetlana Chernousova · Natalia Sokolova · Irina Bykova · Irina Diachkova · | Polonia · Iwona Grzywa · Aldona Sobczyk · Iwona Daniluk · Patrycja Szymura · | Noruega · Arna Kolltveit · Åse Idland · Ann Helen Grande · Borghild Ouren · |

## Medallero
| Núm. | País            | Oro | Plata | Bronce | Total |
| ---- | --------------- | --- | ----- | ------ | ----- |
| 1    | Rusia           | 3   | 2     | 0      | 5     |
| 2    | Alemania        | 3   | 1     | 0      | 4     |
| 3    | Bielorrusia     | 0   | 1     | 3      | 4     |
| 4    | Polonia         | 0   | 1     | 0      | 1     |
| 4    | República Checa | 0   | 1     | 0      | 1     |
| 6    | Noruega         | 0   | 0     | 2      | 2     |
| 7    | Ucrania         | 0   | 0     | 1      | 1     |
|      | TOTAL           | 6   | 6     | 6      | 18    |